# عربه

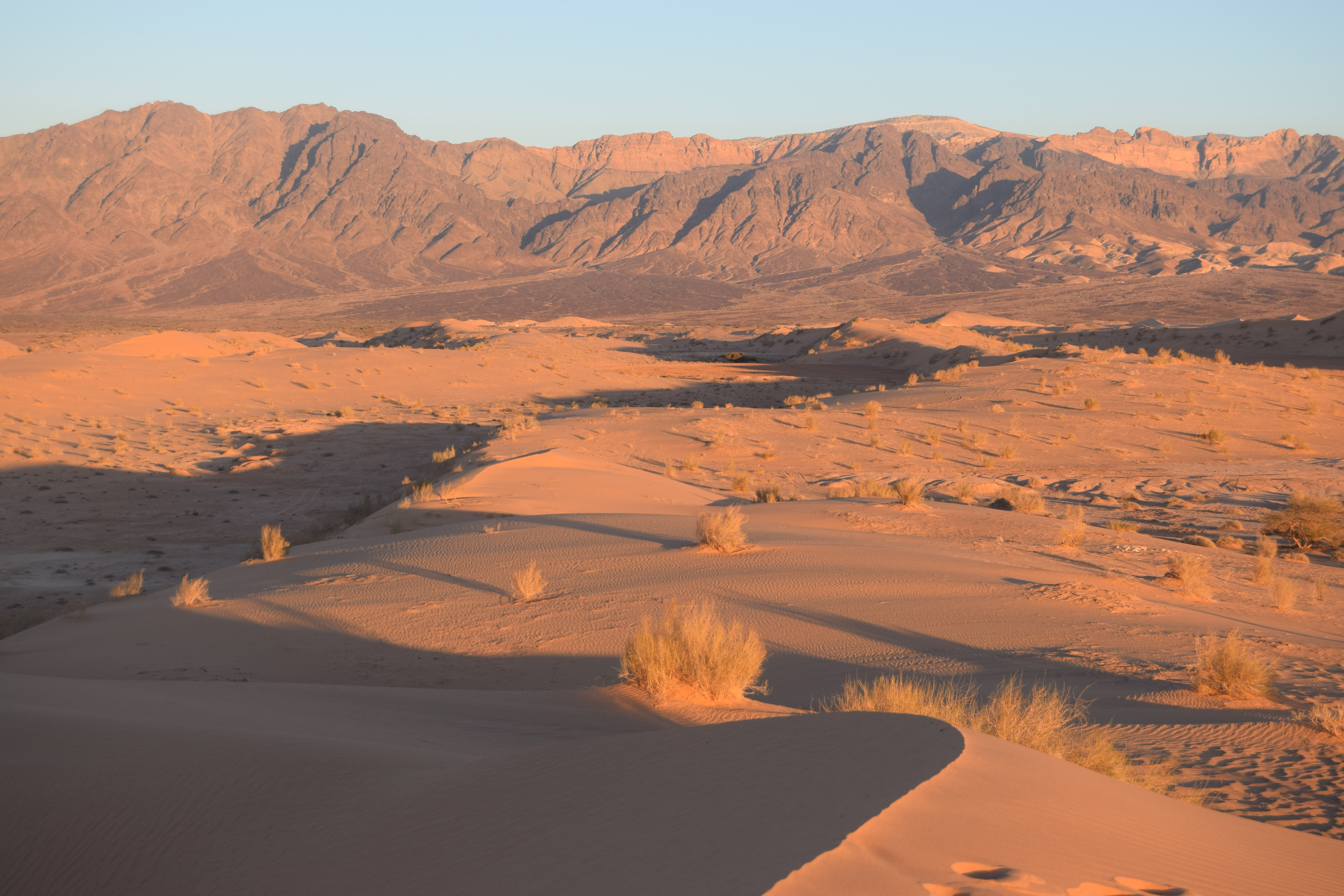
وادی عربه

عَرَبه (عربی: وادي عربة) یک منطقهٔ جغرافیایی در جنوب حوضهٔ آبریز دریای مرده است که بخشی از مرز میان اسرائیل و اردن را تشکیل می‌دهد. اسرائیل در باختر عربه و اردن در خاور عربه است.
معنای قدیمی عربه که تا اوایل سدهٔ بیستم استفاده می‌شد، کمابیش همهٔ درازای آنچه را که امروزه با نام درهٔ کافتی اردن نامیده می‌شود دربر می‌گرفت؛ دره‌ای که در جهتی شمالی‌جنوبی بین انتهای جنوبی دریاچهٔ طبریه و نوک شمالی خلیج عقبه امتداد دارد.